# Liga Futbolu Amerykańskiego 9 2018
La Liga Futbolu Amerykańskiego 9 2018 è la 1ª edizione del campionato di football a 9, organizzato dalla Liga Futbolu Amerykańskiego in seguito alla scissione federale avvenuta alla fine del 2017.

## Squadre partecipanti
| Club                          | Città               | Stadio | Sponsor ufficiale | Risultato nella stagione 2017 |
| ----------------------------- | ------------------- | ------ | ----------------- | ----------------------------- |
| Barbarians Koszalin           | Koszalin            |        |                   |                               |
| Białe Lwy Gdańsk              | Danzica             |        |                   |                               |
| Cougars Szczecin              | Stettino            |        |                   |                               |
| Grizzlies Gorzów Wielkopolski | Gorzów Wielkopolski |        |                   |                               |
| Jaguars Kąty Wrocławskie      | Kąty Wrocławskie    |        |                   |                               |
| Kraków Kings B                | Cracovia            |        |                   |                               |
| Miners Wałbrzych              | Wałbrzych           |        |                   |                               |
| Przemyśl Bears                | Przemyśl            |        |                   |                               |
| Rzeszów Rockets B             | Rzeszów             |        |                   |                               |
| Seahawks Gdynia B             | Gdynia              |        |                   |                               |
| Silesia Rebels B              | Katowice            |        |                   |                               |
| Święci Częstochowa            | Częstochowa         |        |                   |                               |
| Tychy Falcons B               | Tychy               |        |                   |                               |

## Stagione regolare

### Calendario

#### 1ª giornata
| 1º luglio 2018, ore 15:00 | Cougars Szczecin | 36 – 6 referto | Grizzlies Gorzów Wielkopolski |  |

#### 2ª giornata
| 7 luglio 2018, ore 11:30 | Barbarians Koszalin | 0 – 50 referto | Białe Lwy Gdańsk |  |

| 7 luglio 2018, ore 14:30 | Silesia Rebels B | 20 – 56 referto | Tychy Falcons B |  |

| 8 luglio 2018, ore 15:00 | Przemyśl Bears | 14 – 23 referto | Rzeszów Rockets B |  |

#### 3ª giornata
| 14 luglio 2018, ore 12:00 | Jaguars Kąty Wrocławskie | 54 – 0 referto | Grizzlies Gorzów Wielkopolski |  |

| 14 luglio 2018, ore 13:00 | Rzeszów Rockets B | 15 – 22 referto | Kraków Kings B |  |

| 15 luglio 2018, ore 14:15 | Święci Częstochowa | 42 – 18 referto | Miners Wałbrzych |  |

#### 4ª giornata
| 28 luglio 2018, ore 12:00 | Kraków Kings B | 34 – 27 referto | Przemyśl Bears |  |

| Sopot 28 luglio 2018, ore 15:00 | Seahawks Gdynia B | 52 – 6 referto | Barbarians Koszalin |  |

| 28 luglio 2018, ore 15:00 | Cougars Szczecin | 12 – 18 referto | Jaguars Kąty Wrocławskie |  |

| 29 luglio 2018, ore 14:00 | Miners Wałbrzych | 21 – 36 referto | Tychy Falcons B |  |

| 29 luglio 2018, ore 14:00 | Święci Częstochowa | 20 – 8 referto | Silesia Rebels B |  |

#### 5ª giornata
| 5 agosto 2018, ore 12:00 | Grizzlies Gorzów Wielkopolski | 0 – 41 referto | Jaguars Kąty Wrocławskie |  |

| 5 agosto 2018, ore 14:00 | Białe Lwy Gdańsk | 34 – 32 referto | Seahawks Gdynia B |  |

#### 6ª giornata
| 11 agosto 2018, ore 12:00 | Barbarians Koszalin | 6 – 38 referto | Seahawks Gdynia B |  |

| 11 agosto 2018, ore 13:00 | Jaguars Kąty Wrocławskie | 23 – 0 referto | Cougars Szczecin |  |

| 11 agosto 2018, ore 13:00 | Tychy Falcons B | 36 – 28 referto | Silesia Rebels B |  |

| 12 agosto 2018, ore 13:00 | Rzeszów Rockets B | 38 – 20 referto | Przemyśl Bears |  |

| 12 agosto 2018, ore 14:00 | Miners Wałbrzych | 22 – 27 referto | Święci Częstochowa |  |

#### 7ª giornata
| 19 agosto 2018, ore 15:00 | Grizzlies Gorzów Wielkopolski | 8 – 36 referto | Cougars Szczecin |  |

#### 8ª giornata
| 26 agosto 2018, ore 12:00 | Kraków Kings B | 20 – 12 referto | Rzeszów Rockets B |  |

| 26 agosto 2018, ore 14:00 | Białe Lwy Gdańsk | 44 – 0 referto | Barbarians Koszalin |  |

| 26 agosto 2018, ore 14:30 | Silesia Rebels B | 6 – 9 referto | Miners Wałbrzych |  |

#### 9ª giornata
| 1º settembre 2018, ore 13:00 | Tychy Falcons B | 0 – 20 referto | Święci Częstochowa |  |

| 2 settembre 2018, ore 13:00 | Przemyśl Bears | 42 – 44 referto | Kraków Kings B |  |

| 2 settembre 2018, ore 15:30 | Seahawks Gdynia B | 16 – 50 referto | Białe Lwy Gdańsk |  |

### Classifiche
Le classifiche della regular season sono le seguenti:
- PCT = percentuale di vittorie, G = partite giocate, V = partite vinte,  P = partite perse, PF = punti fatti, PS = punti subiti

#### Gruppo A
| Pos. | Squadra                       | PCT   | G | V | P | PF  | PS  |
| ---- | ----------------------------- | ----- | - | - | - | --- | --- |
| 1    | Jaguars Kąty Wrocławskie      | 1.000 | 4 | 4 | 0 | 136 | 12  |
| 2    | Cougars Szczecin              | .500  | 4 | 2 | 2 | 84  | 55  |
| 3    | Grizzlies Gorzów Wielkopolski | .000  | 4 | 0 | 4 | 14  | 167 |

#### Gruppo B
| Pos. | Squadra             | PCT   | G | V | P | PF  | PS  |
| ---- | ------------------- | ----- | - | - | - | --- | --- |
| 1    | Białe Lwy Gdańsk    | 1.000 | 4 | 4 | 0 | 178 | 48  |
| 2    | Seahawks Gdynia B   | .500  | 4 | 2 | 2 | 138 | 96  |
| 3    | Barbarians Koszalin | .000  | 4 | 0 | 4 | 12  | 184 |

#### Gruppo C
| Pos. | Squadra            | PCT   | G | V | P | PF  | PS  |
| ---- | ------------------ | ----- | - | - | - | --- | --- |
| 1    | Święci Częstochowa | 1.000 | 4 | 4 | 0 | 109 | 48  |
| 2    | Tychy Falcons B    | .750  | 4 | 3 | 1 | 128 | 89  |
| 3    | Miners Wałbrzych   | .250  | 4 | 1 | 3 | 70  | 111 |
| 4    | Silesia Rebels B   | .000  | 4 | 0 | 4 | 62  | 121 |

#### Gruppo D
| Pos. | Squadra           | PCT   | G | V | P | PF  | PS  |
| ---- | ----------------- | ----- | - | - | - | --- | --- |
| 1    | Kraków Kings B    | 1.000 | 4 | 4 | 0 | 120 | 96  |
| 2    | Rzeszów Rockets B | .500  | 4 | 2 | 2 | 88  | 76  |
| 3    | Przemyśl Bears    | .000  | 4 | 0 | 4 | 103 | 139 |

## Playoff

### Tabellone
|  | Semifinali | Semifinali               | Semifinali |                |    | I Finał LFA9     | I Finał LFA9 | I Finał LFA9 |  |
|  |            |                          |            |                |    |                  |              |              |  |
|  | 1B         | Białe Lwy Gdańsk         | 34         |                |    |                  |              |              |  |
|  | 1B         | Białe Lwy Gdańsk         | 34         |                |    |                  |              |              |  |
|  | 1A         | Jaguars Kąty Wrocławskie | 15         |                |    |                  |              |              |  |
|  | 1A         | Jaguars Kąty Wrocławskie | 15         |                | 1B | Białe Lwy Gdańsk | 8            |              |  |
|  |            |                          |            |                | 1B | Białe Lwy Gdańsk | 8            |              |  |
|  |            |                          | 1D         | Kraków Kings B | 24 |                  |              |              |  |
|  | 1C         | Święci Częstochowa       | 1D         | Kraków Kings B | 24 | 6                |              |              |  |
|  | 1C         | Święci Częstochowa       |            |                |    |                  |              |              |  |
|  | 1D         | Kraków Kings B           | 46         |                |    |                  |              |              |  |

### Semifinali
| 15 settembre 2018, ore 15:00 | Święci Częstochowa | 6 – 46 referto | Kraków Kings B |  |

| 16 settembre 2018, ore 12:00 | Białe Lwy Gdańsk | 34 – 15 referto | Jaguars Kąty Wrocławskie |  |

### I Finał LFA9
| Danzica 30 settembre 2018, ore 12:00 | Białe Lwy Gdańsk | 8 – 24 referto | Kraków Kings B | Stadio di atletica leggera e rugby |

## I Finał LFA9
La I Finał LFA9 è stata disputata il 30 settembre 2018. L'incontro è stato vinto dai Kraków Kings B sui Białe Lwy Gdańsk con il risultato di 24 a 8.

## Verdetti
- Kraków Kings B Campioni della LFA9 2018